# Камюзе, Жорж
Жорж Камюзе (фр. Georges Camuset; 1840 — 1885) — французский врач и писатель
, поэт, медик, офтальмолог, выдающийся специалист по глазным болезням.
Принимал большое участие в «Manuel de pathologie et de clinique chirurgicale» (1870), основал «Manuel d’ophtalmologie» (1877).
Камюзе принадлежат книги стихотворений «Сонеты доктора» (фр. «Les sonnets du docteur»; 1885) и «Сказки в стихах» (фр. «Contes en vers»).